# Nelsongrondeekhoorn
De nelsongrondeekhoorn (Ammospermophilus nelsoni)  is een zoogdier uit de familie van de eekhoorns (Sciuridae). De wetenschappelijke naam van de soort werd voor het eerst geldig gepubliceerd door Merriam in 1893.

## Voorkomen
De soort komt voor in de Verenigde Staten.